# Microregione di Tijucas
Tijucas è una microregione dello Stato di Santa Catarina in Brasile.

## Comuni
Comprende 7 comuni:
- Angelina
- Canelinha
- Leoberto Leal
- Major Gercino
- Nova Trento
- São João Batista
- Tijucas